# José Portogalo
José Portogalo (nacido como Giuseppe Anania, Savelli, Calabria, Italia; 10 de octubre de 1904 - Buenos Aires, Argentina; 7 de septiembre de 1973) fue un escritor y poeta argentino de origen italiano.

## Biografía
Residió en Argentina desde 1909. Adoptó el apellido de Portogalo en homenaje a su padrastro, a quien consideraba su verdadero padre y protector. 
Además de su oficio de poeta, se desempeñó como periodista en el diario Clarín y en Noticias Gráficas.

## Obra
- 1933 - Tregua
- 1935 - Tumulto
- 1937 - Centinela de sangre
- 1939 - Canción para el día sin miedo
- 1942 - Destino del canto
- 1947 - Luz liberada
- 1949 - Mundo del acordeón
- 1952 - Perduración de la fábula
- 1955 - Poema con habitantes
- 1958 - Letra para Juan Tango

## Premios
- 1935 - Premio municipal por Tumulto